# Font de la Mallola (Mata-solana)
La Font de la Mallola és una font de l'antic terme de Sant Serni, actualment pertanyent al municipi de Gavet de la Conca. Pertany al territori del poble de Mata-solana.
Està situada al nord-oest de Mata-solana, a 985 m d'altitud, a los Racons, 